# Глина (притока Липи)
Глина (біл. Гліна) — річка в Буда-Кошельовському районі Гомельської області, ліва притока річки Липа (басейн Дніпра).
Довжина 15 км. Площа водозбору 100 км². Середній нахил водної поверхні 1 ‰. Починається за 1,5 км на південний схід від села Солтанівка, гирло на північній околиці села Польпин. Русло на всьому протязі каналізоване. В заплаві річки біля села Бронниця плотина і ставок.